# Ландрат
Ландра́т (нем. Landrat, от нем. Land — страна и нем. Rat — совет, советник):
- В Германии — правительственный чиновник, осуществлявший государственные функции на территории уезда и являющийся единоличным исполнительным органом местного самоуправления уезда, председателем крейстага и председателем уездного комитета (коллегиального исполнительного органа государственной власти на территории уезда), избирается населением, ранее назначались правительствами земель по предложению крейстага, ещё раньше — королём по предложению крейстага[1][2][3][4]
- В Баварии до середины XIX века — местное собрание сословных представителей;[1][2]
- В Швейцарии — название законодательного органа в некоторых кантонах;[3]
- В Эстляндии и Лифляндии с 1643 до 1920 года — член ландратской коллегии — исполнительного органа местного самоуправления на уровне губерний, избирались ландтагом пожизненно;[5]
- В России в 1713—1719 гг. должность советника от дворян уезда, введенная Петром I в 1713—1719 гг.